# Joya de San Nicolás
Joya de San Nicolás är en ort i Mexiko.   Den ligger i kommunen Santa Catarina Yosonotú och delstaten Oaxaca, i den sydöstra delen av landet, 300 km sydost om huvudstaden Mexico City. Joya de San Nicolás ligger 2 388 meter över havet och antalet invånare är 112.
Terrängen runt Joya de San Nicolás är kuperad åt nordost, men åt sydväst är den bergig. Runt Joya de San Nicolás är det ganska tätbefolkat, med 72 invånare per kvadratkilometer. Närmaste större samhälle är Villa Chalcatongo de Hidalgo, 11,9 km öster om Joya de San Nicolás. Trakten runt Joya de San Nicolás består i huvudsak av gräsmarker.